# Рене Адоре
Рене́ Адоре́ (фр. Renée Adorée, 30 сентября 1898 — 5 октября 1933) — американская актриса французского происхождения, достигшая популярности в Голливуде в эпоху немого кино.

## Биография
Рене Адоре, урождённая Жанна де ла Фонте (фр. Jeanne de la Fonte), родилась 30 сентября 1898 года во французском городе Лилль, департамент Нор, в семье цирковых артистов. Её карьера началась уже в пятилетнем возрасте, когда она стала выступать в цирке вместе с родителями. Будучи подростком она вступила в небольшую театральную труппу с которой много гастролировала по Европе. Во время их турне по Российской империи началась Первая мировой война и Жанна, покинув труппу, бежала в Лондон. Оттуда она уже иммигрировала в Нью-Йорк, где продолжила театральную карьеру.
Её кинокарьера стартовала в 1920 и в том же году она взяла псевдоним Рене Адоре. В самом начале 1921 года Рене познакомилась в голливудским актёром Томом Муром, за которого спустя шесть недель вышла замуж. Пара обосновалась в доме Мура в Беверли-Хиллз. Но брак оказался недолгим и в 1924 году они развелись. Спустя три года Рене вновь вышла замуж за Шермана Джилла, отношения с которым также завершились разводом после двух лет совместной жизни.
Несмотря на маленький рост, чувственная красота и большие проникновенные глаза сделали Адоре успешной в немом кино. Наибольшей популярности Рене достигла после исполнения роли Мелисандры в военной мелодраме «Большой парад» в 1925 году. Фильм стал одним из величайших хитов студии «MGM» и в настоящее время считается одной из лучших немых картин. В 1928 году Рене появилась обнажённой в небольшом эпизоде фильма «Брачный вызов», и тем самым вызвала возмущение в консервативном обществе.
С приходом звукового кино Адоре стала одной из счастливиц, чья карьера не осталась в эре немого кино, но несмотря на это Рене снялась лишь в четырёх звуковых картинах.
В 1930 году у неё был диагностирован туберкулёз. Во время съёмок в фильме «Вызов плоти» (1930) из-за ухудшения здоровья ей пришлось лечь в санаторий в городе Прескотт в Аризоне. Чтобы пройти двухлетний курс лечения, она была вынуждена заложить свою квартиру. В апреле 1933, посчитав себя достаточно здоровой для возобновления карьеры в кино, Рене покинула санаторий. Но вскоре после этого её здоровье вновь пошатнулось и стало ухудшаться день за днём. В сентябре того же года ей пришлось покинуть свой скромный дом в пригороде Лос-Анджелеса и перебраться в санаторий Санланд. Там она и скончалась 5 октября 1933 года, спустя несколько дней после своего тридцатипятилетия. Адоре была похоронена на кладбище «Hollywood Forever». Всё имущество актрисы, оценённое в $2,429 перешло к её матери, проживавшей в Англии.
За свой вклад в развитие киноиндустрии Рене удостоена Звезды на Голливудской аллее славы.

## Фильмография
| Фильмы | Фильмы                        | Фильмы                  | Фильмы               |
| Год    | Русское название              | Оригинальное название   | Роль                 |
| ------ | ----------------------------- | ----------------------- | -------------------- |
| 1918   | 500-фунтовая награда          | 500 Pounds Reward       | Irene                |
| 1920   | Самое сильное                 | The Strongest           | Claudia              |
| 1921   | Сделано на небесах            | Made in Heaven          | Miss Lowry           |
| 1922   | Человек, сотворивший сам себя | A Self-Made Man         | Anita Gray           |
| 1922   | К Западу от Чикаго            | West of Chicago         | Della Moore          |
| 1922   | Начало чести                  | Honor First             | Moira Serern         |
| 1922   | Монте-Кристо                  | Monte Cristo            | Эжени Данглар        |
| 1922   | Дневные грезы                 | Daydreams               | The Girl             |
| 1923   | Шесть-пятьдесят               | The Six-Fifty           | Hester Taylor        |
| 1923   | Вечная борьба                 | The Eternal Struggle    | Andree Grange1924    |
| 1924   | Доступные женщины             | Women Who Give          | Becky Keeler         |
| 1924   | Помощник человека             | A Man’s Mate            | Wildcat              |
| 1924   | Вызов закону                  | Defying the Law         | Lucia Brescia        |
| 1924   | Разбойник                     | The Bandolero           | Petra                |
| 1925   | Студия-тур 1925               | 1925 Studio Tour        | играет саму себя     |
| 1925   | Извините                      | Excuse Me               | Francine             |
| 1925   | Мужчина и горничная           | Man and Maid            | Suzette              |
| 1925   | Парижские ночи                | Parisian Nights         | Marie                |
| 1925   | Большой парад                 | The Big Parade          | Мелисандра           |
| 1926   | Дрозд                         | The Blackbird           | Fifi                 |
| 1926   | Богема                        | La boheme               | Musette              |
| 1926   | Утонченный грешник            | Exquisite Sinner        | Silda — a gypsy maid |
| 1926   | Оловянные Боги                | Tin Gods                | Carita               |
| 1926   | Лесть                         | Blarney                 | Peggy Nolan          |
| 1926   | Пылающий лес                  | The Flaming Forest      | Jeanne-Marie         |
| 1927   | Шоу                           | The Show                | Salome               |
| 1927   | Небеса на земле               | Heaven on Earth         | Marcelle             |
| 1927   | Мистер Ву                     | Mr. Wu                  | Wu Nang Ping         |
| 1927   | На бульваре «Зи»              | On Ze Boulevard         | Musette              |
| 1927   | Назад в страну Бога           | Back to God’s Country   | Renee DeBois         |
| 1928   | Люди искусства                | Show People             | играет саму себя     |
| 1928   |                               | A Certain Young Man     | Henriette            |
| 1928   | Запретное время               | Forbidden Hours         | Marie de Floriet     |
| 1928   | Казаки                        | The Cossacks            | Марьяна              |
| 1928   | Мичиганский ребёнок           | The Michigan Kid        | Rose Morris          |
| 1928   |                               | The Mating Call         | Catharine            |
| 1928   |                               | The Spieler             | Cleo                 |
| 1929   | Голливудское ревю             | Hollywood Revue of 1929 | играет саму себя     |
| 1929   | Поток империи                 | Tide of Empire          | Josephita Guerrero   |
| 1929   | Язычник                       | The Pagan               | Madge                |
| 1930   | Выкуп                         | Redemption              | Masha                |
| 1930   | Зов плоти                     | Call of the Flesh       | Lola                 |
| 1939   | Фильмы на март                | The Movies March On     | играет саму себя     |
| 1968   | Большое каменное лицо         | The Great Stone Face    | The Girl             |